# Vulnerable (Marvin Gaye)
Vulnerable è il terzo album di Marvin Gaye ad essere stato pubblicato postumo nel 1997.

## Tracce
1. Why Did I Choose You? (Michael Leonard, Herbert Martin) - 2:38
2. She Needs Me (Jody Emerson, Earl Montgomery) - 3:26
3. Funny (Not Much) (Scott Edward, Larry Holofcener) - 2:44
4. This Will Make You Laugh (Irene Higgenbotham) - 2:53
5. The Shadow of Your Smile (Johnny Mandel, Paul Francis Webster) - 3:08
6. I Wish I Didn't Love You So (Frank Loesser) - 2:35
7. I Won't Cry Anymore (Al Frisch, Fred Wise) - 3:00
8. Why Did I Choose You? (Alternate vocal) (Michael Leonard, Herbert Martin) - 2:37
9. I Wish I Didn't Love You So (Alternate vocal) (Frank Loesser) - 2:36
10. I Won't Cry Anymore (Alternate vocal) (Al Frisch, Fred Wise) - 2:53